# 丘姆哈克河

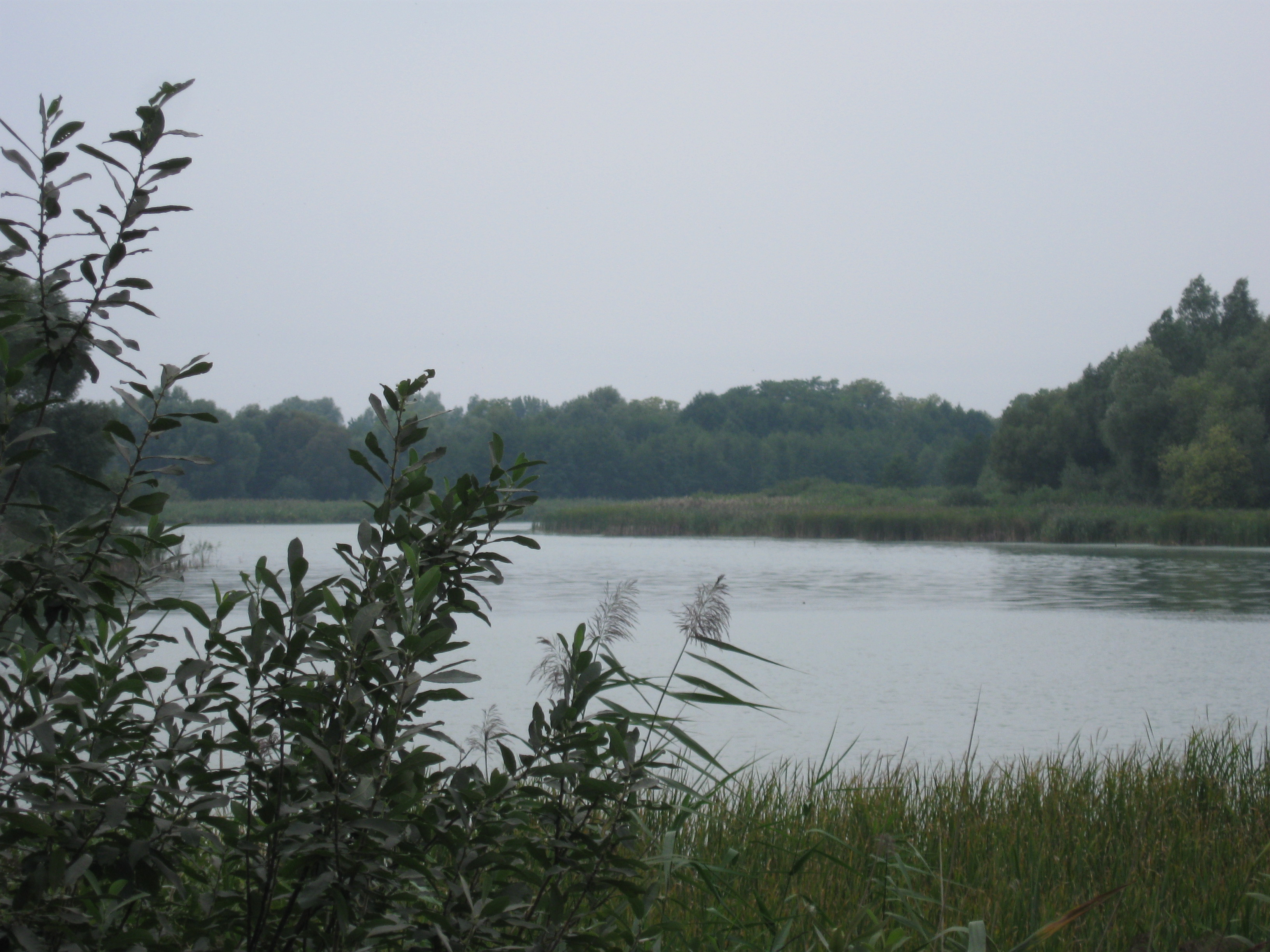
丘姆哈克河

丘姆哈克河（烏克蘭語：Чумгак），是烏克蘭的河流，位於該國中部，屬於奧爾日察河的支流，流經基輔州、切爾卡瑟州和波爾塔瓦州，河道全長72公里，流域面積845平方公里，發源自切爾尼亞希夫卡附近，河口處在薩溫齊東面。